# Tiergarten-Panorama
Das Tiergarten-Panorama war eine in den 1880er Jahren errichtete Rotunde, in der ein 360-Grad-Panorama gezeigt wurde. Es befand sich im Hansaviertel (Berlin), Bachstraße 12, nahe dem Bahnhof Tiergarten.

## Geschichte

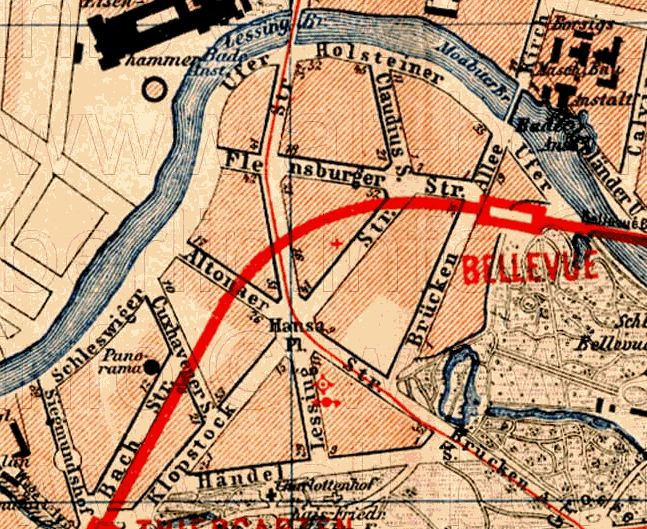
Karte des Hansaviertels von 1893 mit Standort des Panoramas

Auf Grund des großen Erfolgs des National-Panoramas und des Sedan-Panoramas ließ die Berliner Panorama Aktiengesellschaft im Jahr 1885 zur Ausführung neuer Panoramabilder ein eigenes Panorama-Atelier in der Bachstraße am Rande des Tiergartens bauen, direkt neben dem Bahnhof Tiergarten. Die Architekten Ende & Böckmann, die bereits das National-Panorama und das Sedan-Panorama gebaut hatten, planten hierfür einen massiven Bau.  Die Maler Eugen Bracht, Georg Koch, Carl Röchling, Paul Vorgang und Victor Freudemann arbeiteten dort am Panorama Schlacht von Chattanooga für die Stadt Philadelphia. Röchling, Bracht und Koch hatten dafür zuvor eine Studienreise nach Amerika unternommen, um an Ort und Stelle die Landschaft  und Typen zu studieren. 1886 war das Panorama vollendet und wurde, ehe es seinem Bestimmungsort zugeführt wurde, für kurze Zeit im Panorama-Atelier öffentlich ausgestellt.
Nachdem im Jahr 1888 erforderliche Umbauten erfolgt waren, wurde das Gebäude 1889 als Tiergarten-Panorama eröffnet. Gezeigt wurde das von Bruno Piglhein 1886 in München gemalte Panorama-Gemälde Jerusalem und die Kreuzigung Christi. 1891 wurde es abgehängt und ging nach Wien, wo es in der Nacht des 26. April 1892 verbrannte. Danach wurde das Panorama Neapel mit Golf und Vesuv von Philipp Fleischer gezeigt. 1895 wurde das Panorama geschlossen und 1896 abgebrochen.